# Clément Bleuze
Pour les articles homonymes, voir Bleuze.
Clément Bleuze est un joueur français de volley-ball né le 27 février 1982  à Paris. Il mesure 1,97 m et joue réceptionneur-attaquant.

## Clubs
| Club                         | De        | À         |
| ---------------------------- | --------- | --------- |
| Asnières Volley 92           | 1994-1995 | 2006-2007 |
| Stade Poitevin               | 2007-2008 | 2007-2008 |
| Paris Volley                 | 2008-2009 | 2010-2011 |
| Plessis-Robinson Volley-ball | 2011-2012 | ...       |

## Palmarès
- Championnat de France (1)
  - Vainqueur : 2009
  - Finaliste : 2008